# Церковь иконы Божией Матери Знамение в Холмах
Церковь Иконы Божией Матери Знамение в Холмах (Знаменский храм) — православный храм Истринского благочиния Одинцовской епархии, расположенный в селе Холмы Истринского района Московской области.
Первое упоминание о селе на реке Холминке встречается в XVI веке — следовательно, некая церковь уже была. В Смутное время село и всё в нём было разорено, и в 1643 году князь Иван Фёдорович Шаховской возвёл деревянную церковь иконы Божией Матери Знамение с приделами святителя Алексия, Митрополита Московского и святого великомученика Димитрия Солунского. В 1697 году иждивением Д. Н. Головина и жителей села построена каменная церковь того же посвящения, с приделом царевича Димитрия, в стиле раннего нарышкинского барокко. В 1825 году помещицей Авдотьей Семеновной Бове, супругой архитектора Осипа Бове, и по его проекту, построена колокольня с приделом Сергия Радонежского и придел в честь Николая Чудотворца, а также был реконструирован храм.
С 1928 по 1938 год при церкви проживала преподобномученица Дария, расстрелянная на Бутовском полигоне и причисленная к лику святых.
Храм закрыт в 1938 году, священник репрессирован, здание использовали под склад. В 2002 году возвращена церкви, назначен священник, возобновлены службы, в сильно обветшавшем здании идёт реставрация.